# Natri dithionat
Về chất sát trùng, xem natri metabisunfit. Về chất khử, xem natri đithionit.
Natri đithionat Na2S2O6 là một hợp chất quan trọng trong hóa vô cơ. Nó còn có tên là đinatri đithionat, natri hyposunfat, và natri metabisunfat. Nguyên tố lưu huỳnh có thể được xem ở trạng thái oxy hóa +5.
Không nên nhầm lẫn với natri đithionit, Na2S2O4, một chất hoàn toàn khác biệt, và là một chất khử công hiệu với nhiều ứng dụng trong hóa học và hóa sinh. Sự nhầm lẫn giữa đithioant và đithionit được bắt gặp thường xuyên, thậm chí trong bản mục lục của nhà sản xuất.

## Điều chế
Natri đithionat được điều chế bằng cách oxy hóa natri bisunfit bởi mangan dioxide:
2 NaHSO3 + MnO2 → Na2S2O6 + MnO + H2O
Một cách khác, nó có thể điều chế bằng cách oxy hóa natri sunfit bởi cation bạc(I):
Na2SO3 + Ag2SO3 → Na2S2O6 + 2 Ag
Một phương pháp khác là thông qua phản ứng oxy hóa natri thiosunfat với clo:
3 Cl2 + Na2S2O3·5H2O + 6 NaOH → Na2S2O6 + 6 NaCl + 8 H2O

## Cấu trúc
Ion đithionat chứa lưu huỳnh đã được oxy hóa, nhưng không hoàn toàn. Lưu huỳnh có thể bị khử thành sulfide hay oxy hóa hoàn toàn thành sunfat, với các trạng thái oxy hóa trung gian đa dạng trong các chất nửa vô cơ, cũng như hợp chất cơ lưu huỳnh. Ví dụ, các ion vô cơ như sunfit và thiosunfat.
Natri đithionat kết tinh theo dạng trực thoi đihiđrat hóa (Na2S2O6.H2O). Ở nhiệt độ 90 °C, nước bị tách khỏi tinh thể và chuyển thành cấu trúc lục phương.

## Tính chất
Natri đithionat là một hợp chất rất bền, không bị oxy hóa bởi kali pemaganat, đicromat hay brom. Nó có thể bị oxy hóa thành sunfat dưới điều kiện oxy hóa mạnh: đun sôi trong vòng 1 giờ với dung dịch axit sunfuric 5 M có chứa lượng dư kali đicromat, hay xử lý với lượng dư hydro peroxide rồi đun sôi với dung dịch axit clohiđric đậm đặc. Sự biến đổi năng lượng tự do Gibbs cho quá trình oxy hóa là khoảng −300 kJ/mol.